# 鄧亮功
鄧亮功，贵州普安縣人，清朝政治人物、同進士出身。
道光六年（1826年）丙戌科進士，三甲七十四名。曾任山東章邱縣知縣。